# 해빙

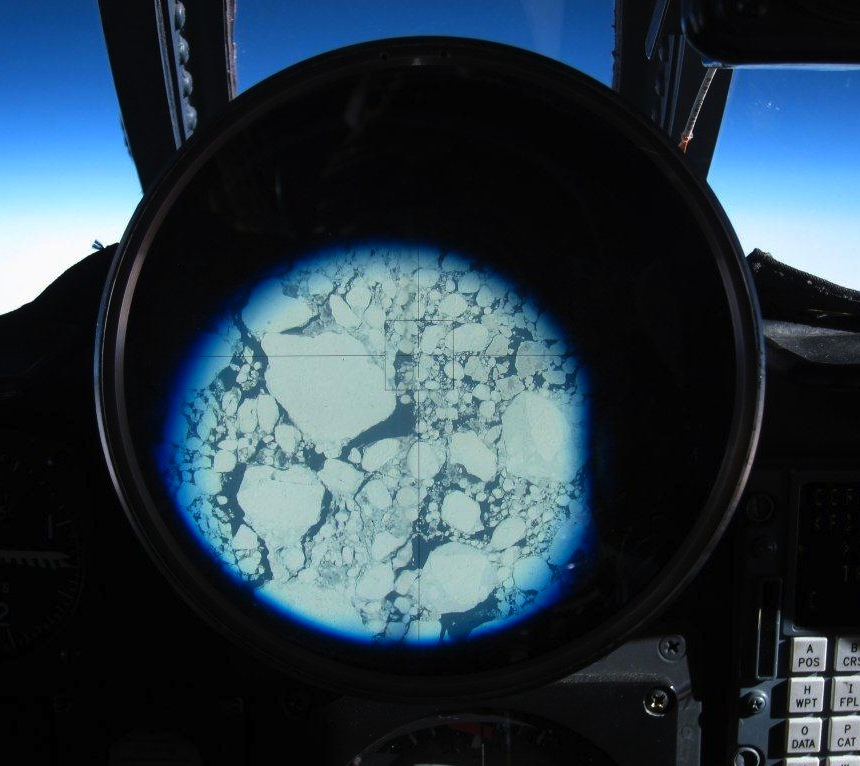
NASA에서 촬영한 총빙(叢氷, pack ice)

해빙(海氷, 문화어: 바다얼음)은 얼어 있는 바닷물의 한 형태를 가리킨다. 대양이 소금물로 되어 있는 까닭에 순수한 물의 어는점보다 낮은 온도인 -1.8도에서 언다.
해빙은 바다 속에 떨어져 나간 빙붕, 빙하 덩어리인 빙산과는 다르다. 빙산은 응축된 눈이므로 시작은 민물에서 비롯한다. 해빙은 바닷물로부터 형성되는 동안 소금을 잃으므로 끝내는 민물에서 언 얼음과 같게 된다.

## 남극의 해빙
남극대륙 주변의 해빙은 예로부터 많은 항해자의 접근을 가로막았다. 해빙 면적은 여름이 끝나는 2월경에는 350만∼450만km2로 축소되지만, 계절이 바뀜에 따라 난바다쪽으로 확장되어 최성기(最盛期)인 9∼10월에는 1,800만∼2,000만km2가 된다. 여기에다 남극의 빙상과 빙붕 약 1,360만km2를 더하면 설빙 면적은 3,200∼3,400만km2가 되므로 지구 냉원역(冷源域)으로서의 효과는 매우 크다. 반면 북극의 해빙은 겨울철에는 약 1,800만km2, 여름철에는 약 900만km2이다. 넓은 의미의 해빙은 바닷물이 언 것과 육지의 얼음이 바다에 떠서 빙산(氷山)을 이룬 것을 말한다. 남극대륙 연안 가까이에서는 동쪽에서 서쪽으로 부는 바람 때문에 해빙·빙산도 시계바늘 반대방향으로 표류하고 지구의 자전 때문에 왼쪽으로 기우는 힘이 작용한다. 난바다에서는 편서풍이 매우 강하여 시계바늘방향으로 표류한다.겨울이 되면 연안에서 난바다 쪽으로 걸쳐 정착빙(定着氷)이 발달한다. 두께 150cm 정도로서 강설(降雪)이 있으면 2m가량, 장소에 따라서는 4m에 이르는 곳도 있다. 정착빙은 조건이 좋은 곳에서는 해안에서부터 30∼40km까지 뻗어나가지만 전기압이 오면 난바다 쪽의 정착빙은 유빙(流氷)이 된다. 경우에 따라서는 깨진 얼음이 서로 겹쳐 두께 10∼20m의 빙구빙(氷丘氷)이 된다.해빙의 확장은 해안선의 형태, 바람, 해조류(海藻類), 해저지행 등에 지배되어 장소에 따라 다르다. 로스해(海) 서부는 여름에는 비교적 빨리 개수면(開水面)이 생기며, 때로는 빙붕 가장자리까지 개수면이 된다. 1841년 영국의 J. C. 로스가 ‘에레호스’호와 ‘타라’호로써 로스해를 항해한 것이 그때이다. 또 웨델해(海) 동부도 개수면이 되기 쉬워 예로부터 많은 배들이 해안까지 접근했으며, 해안의 빙붕 위에는 관측기지가 설치되었다. 반면 웨델해 서부에는 해빙이 집적되어 여름에서 항해가 곤란하며, 벨링스하우젠해와 밸러니제도 남부 및 뤼초홀름만 서부 등은 다년성(多年性) 해빙이 집적되어 항해하기 곤란한 해역이다. 남극에서 볼 수 있는 빙산은 빙붕 앞쪽 끝이 분리된 평탄한 표면의 탁상빙산(卓狀氷山)이 많다. 그 중에는 길이가 200km에 가까운 거대한 것도 있다.빙산은 물속에 깊이 잠겨 있으므로 해류에 의해 운반된다. 그 때문에 바람에 따라 흐르는 유빙과 반대의 움직임을 보이는 경우도 있다. 빙산은 북쪽으로 갈수록 남극환류에 실려 동쪽으로 가다가, 남위 50∼60를 달리는 남극수렴선 이북에서 소멸되는 것이 대부분이다. 남극해에 떠있는 빙산은 약 20만개로 추정되지만 북반구에는 4만개 정도이다.

## 사진첩

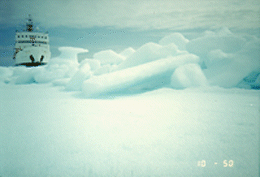
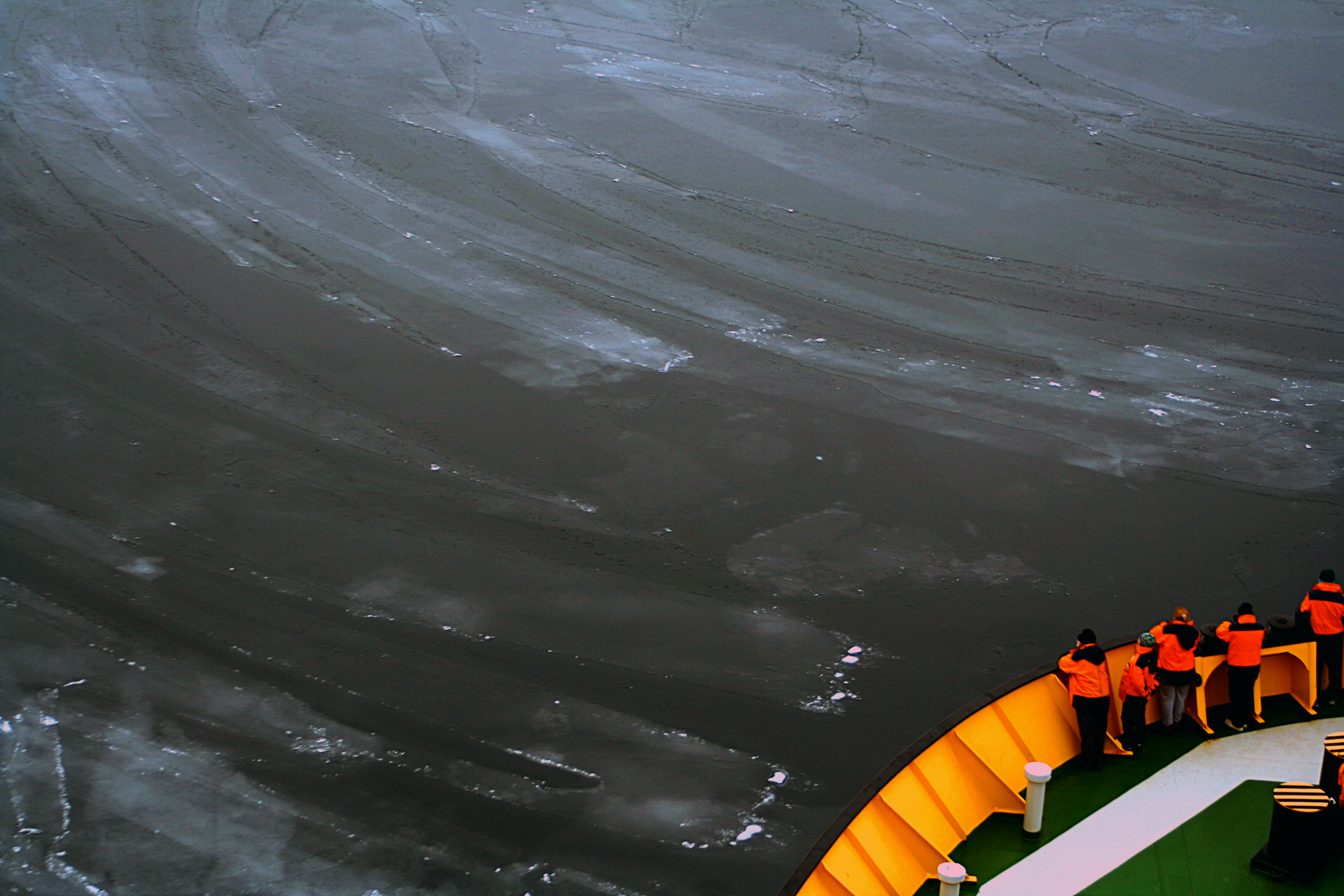
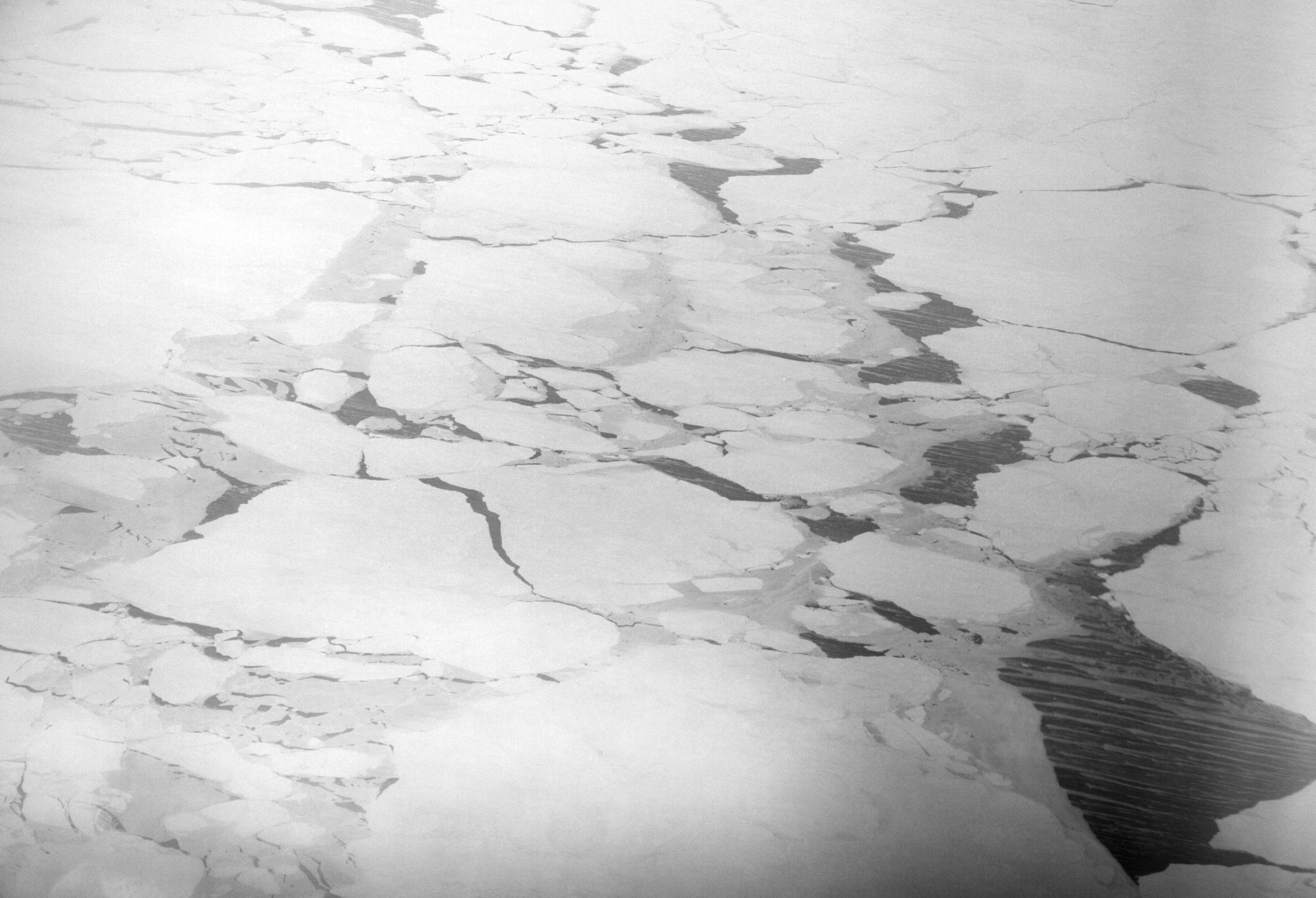
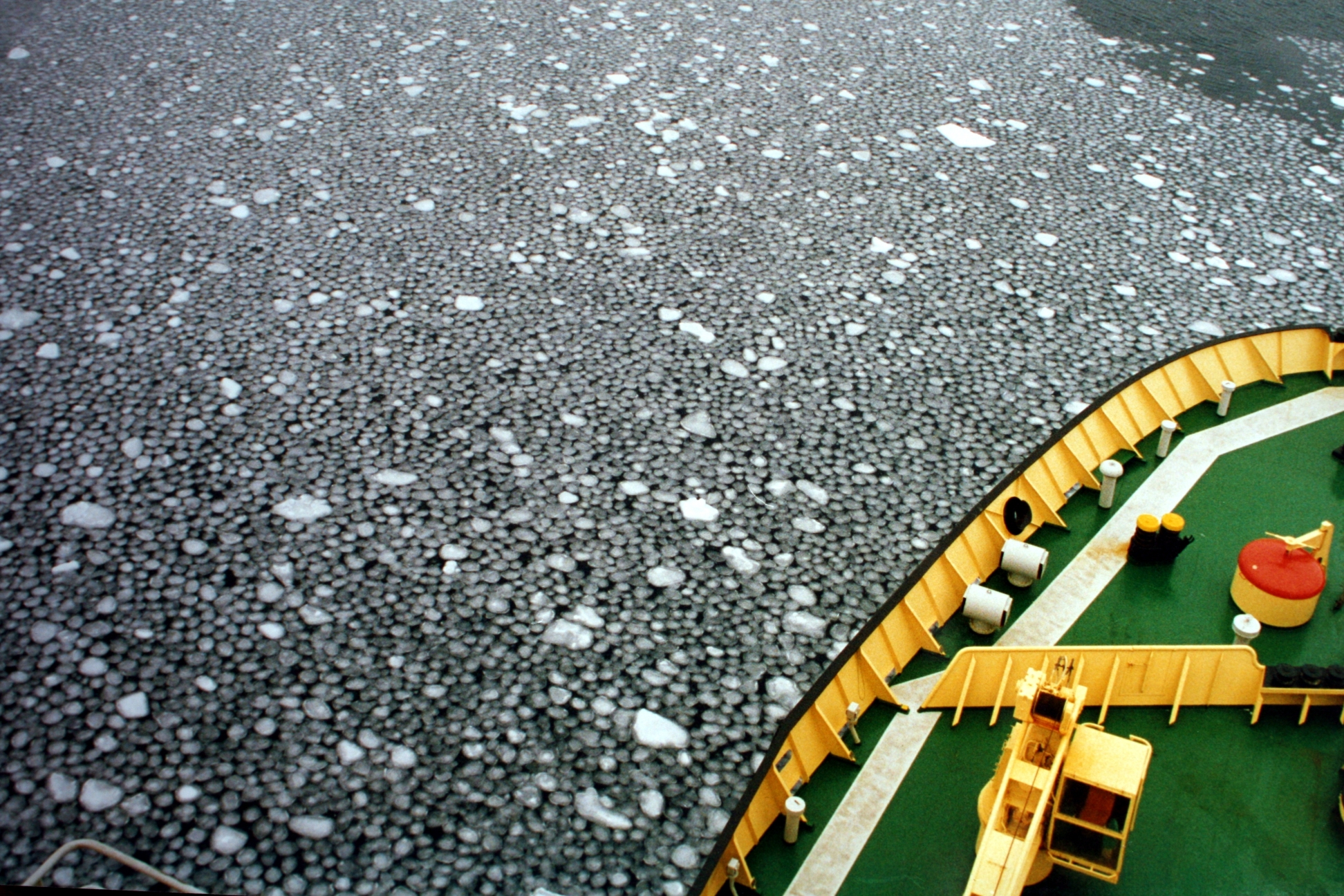
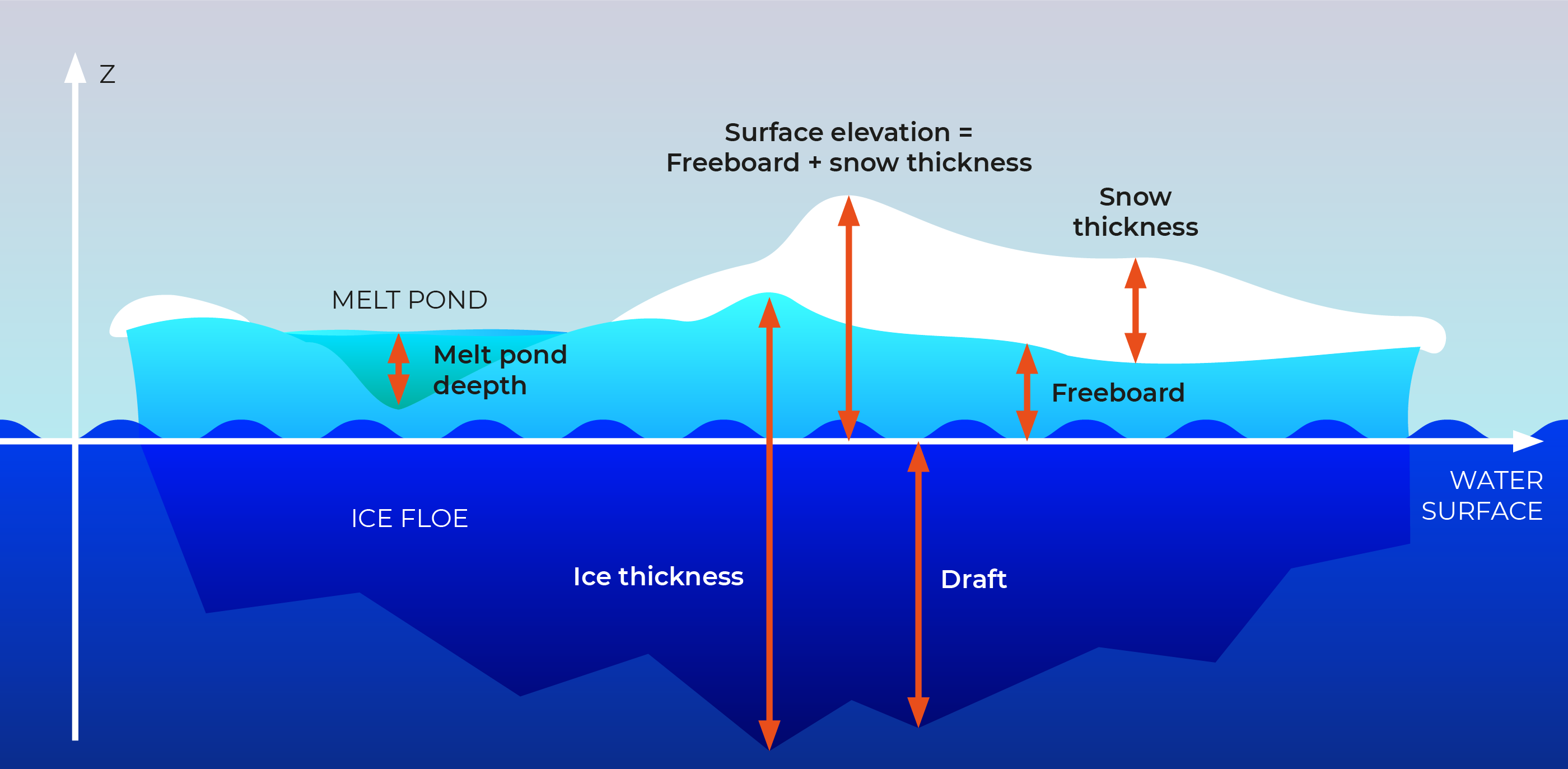
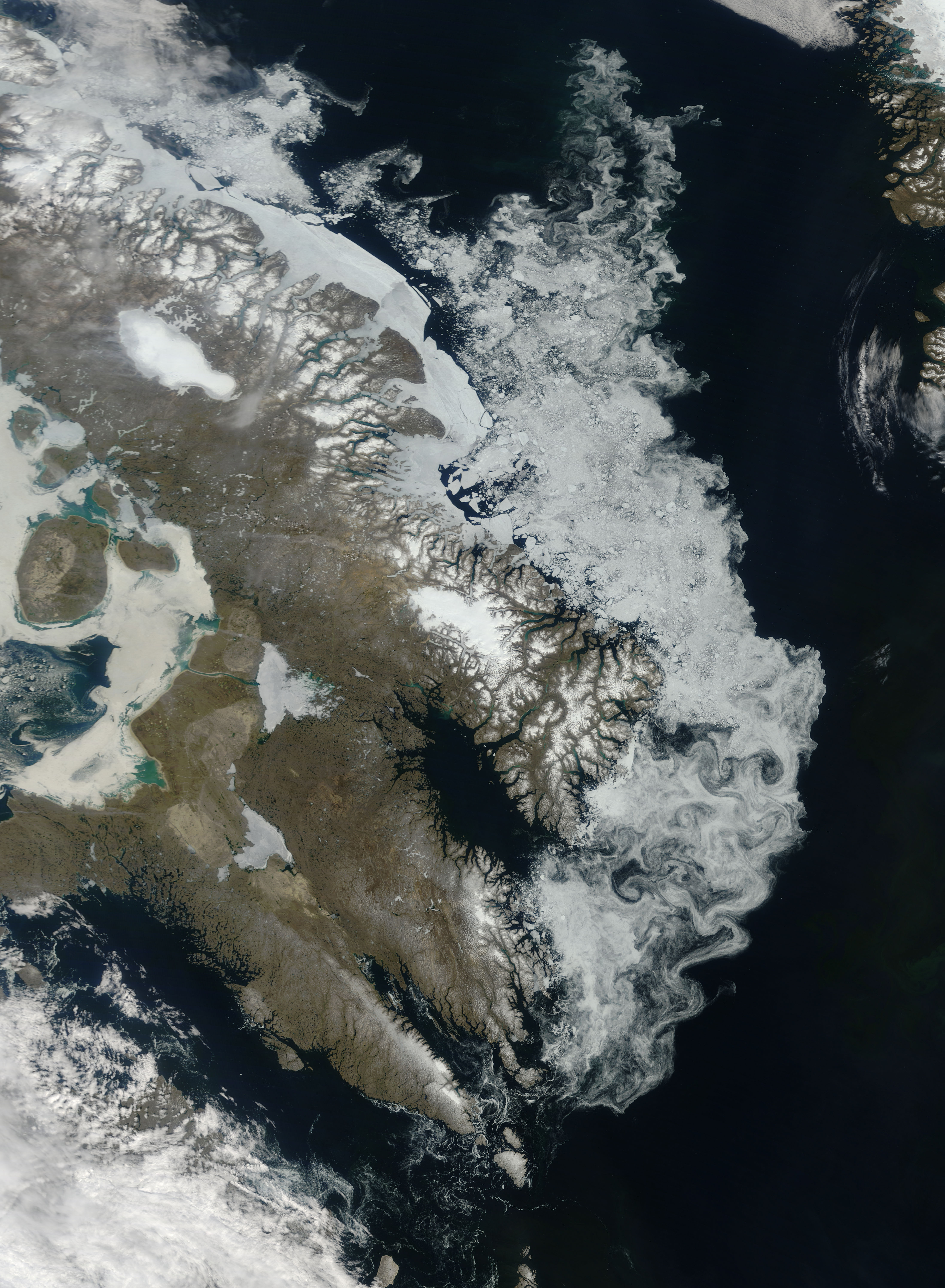
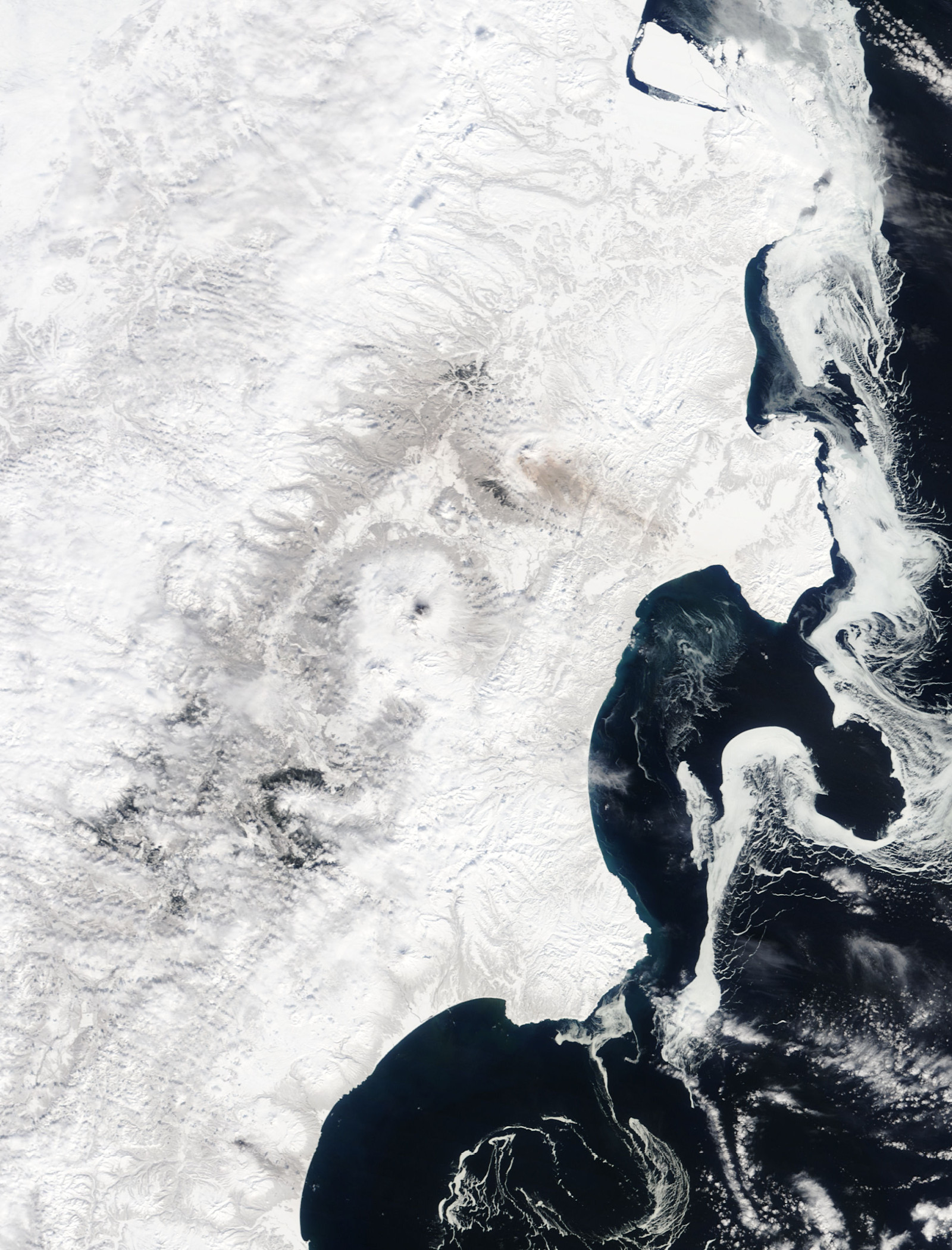
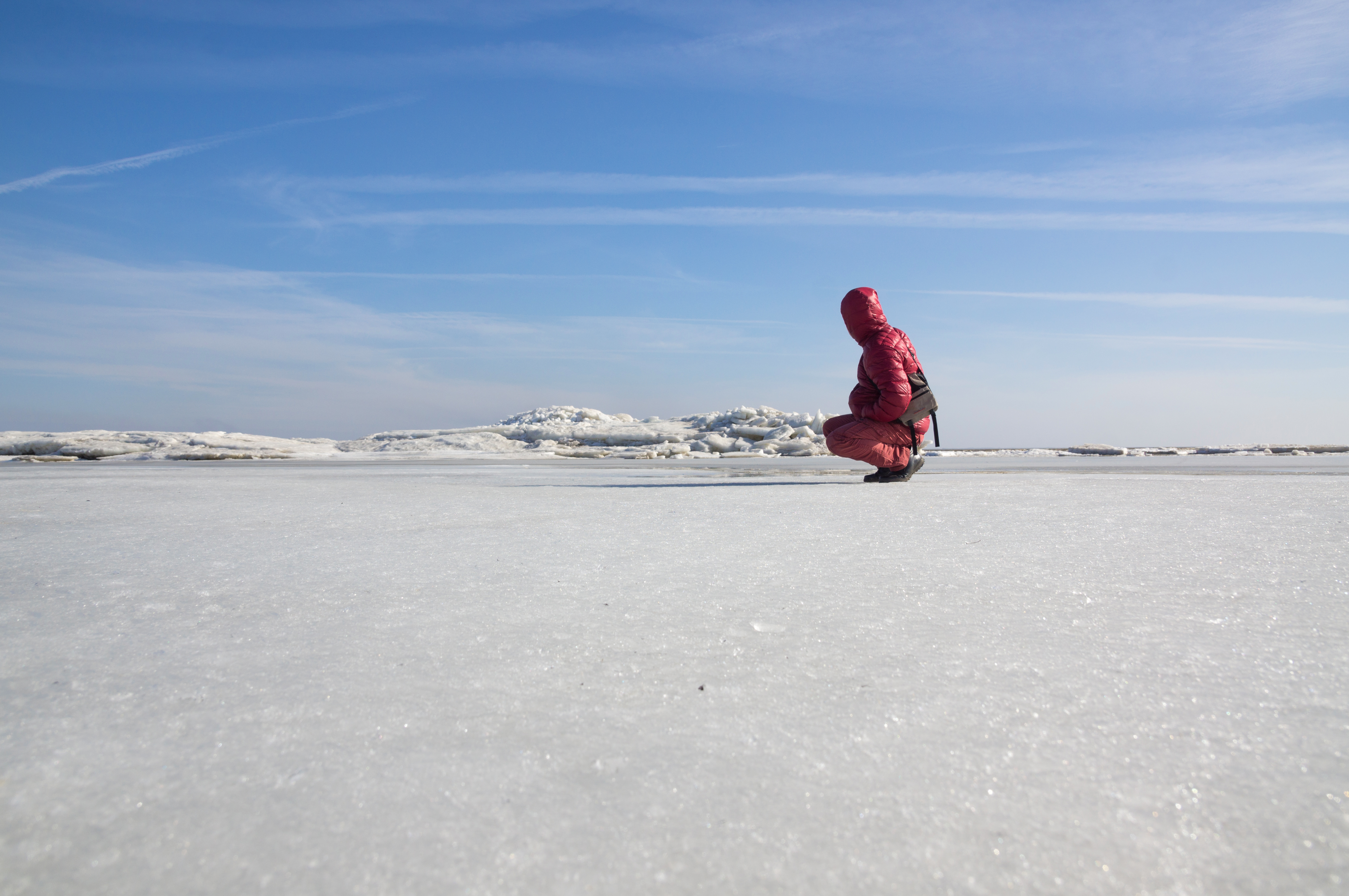
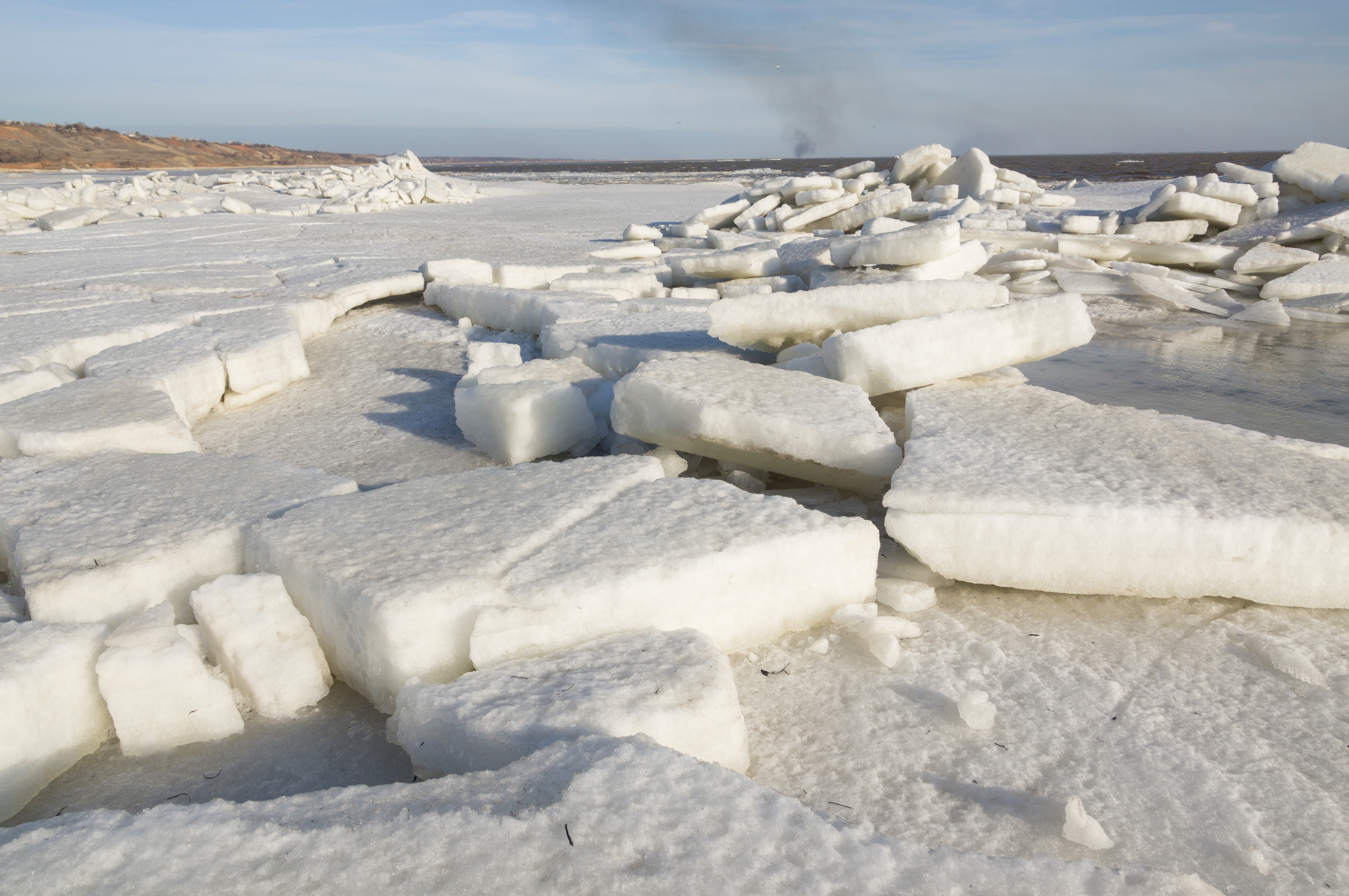

## 참고 문헌
- 이 문서에는 다음커뮤니케이션(현 카카오)에서 GFDL 또는 CC-SA 라이선스로 배포한 글로벌 세계대백과사전의 내용을 기초로 작성된 글이 포함되어 있습니다.

## 같이 보기
- 빙붕